# Lamento Negro
Lamento Negro foi uma banda de percussão formada em 1980 na cidade de Olinda, Pernambuco.
O grupo surgiu na década de 1980, no centro comunitário Daruê Malungo, do bairro de Peixinhos. A entidade, liderada pelo professor Osmair José "Maia" e Chibata, conhecido como Bola 8, desde 1984 desenvolvia projetos ligando arte e educação na periferia da cidade. Os músicos, seguindo o exemplo do Olodum, que fazia grande sucesso na época, tocavam ritmos como o afoxé e o samba-reggae. Mais tarde, Maureliano Ribeiro da Silva, o Mau, trocou os tambores de estilo baiano pelos de maracatu, feitos com peles de alfaia.
Em 1991, o cantor Chico Science foi assistir a um ensaio do grupo e se interessou pela sua sonoridade. Chamou alguns dos percussionistas, entre eles Gilmar Bola 8, para tocar com sua banda, a Loustal, que então passou a se chamar "Chico Science e Lamento Negro". O novo conjunto foi o embrião do que se tornaria o grupo Chico Science e Nação Zumbi.
Em 1993, alguns integrantes deixaram o Lamento Negro para formar a banda Via Sat.
Mesmo após a morte de Chico Science, em 1997, o grupo continuou desfilando no carnaval de Olinda.

## História
Surgido nos anos de 1980, em Olinda, na Associação de Moradores de Peixinhos, o Lamento Negro tinha o objetivo de transformar os finais de semana da comunidade, que, sem opções de lazer, obrigavam os jovens a buscar outras distrações - algumas ligadas à criminalidade. O bloco passou a desenvolver trabalhos sociais, por meio de oficinas de percussão, confecção de instrumentos e aulas de capoeira, dança afro, artes cênicas e de yorubá.